# Islanda ai XXII Giochi olimpici invernali
L'Islanda ha partecipato ai XXII Giochi olimpici invernali, che si sono svolti dal 7 al 23 febbraio a Soči in Russia, con una delegazione composta da cinque atleti.

## Sci alpino

### Uomini
| Gara            | Atleta              | Manche 1 | Manche 1  | Manche 2 | Manche 2  | Totale  | Totale    |
| Gara            | Atleta              | Tempo    | Posizione | Tempo    | Posizione | Tempo   | Posizione |
| --------------- | ------------------- | -------- | --------- | -------- | --------- | ------- | --------- |
| Slalom gigante  | Einar Kristgeirsson | 1'32"90  | 63        | 1'32"55  | 54        | 3'05"45 | 56        |
| Slalom gigante  | Brynjar Guðmundsson | 1'33"58  | 65        | 1'36"03  | 61        | 3'09"61 | 59        |
| Slalom speciale | Einar Kristgeirsson | 54"04    | 49        | DNF      | DNF       | DNF     | DNF       |
| Slalom speciale | Brynjar Guðmundsson | 56"85    | 62        | 1'07"72  | 37        | 2'04"57 | 36        |

### Donne
| Gara            | Atleta                      | Manche 1 | Manche 1  | Manche 2 | Manche 2  | Totale  | Totale    |
| Gara            | Atleta                      | Tempo    | Posizione | Tempo    | Posizione | Tempo   | Posizione |
| --------------- | --------------------------- | -------- | --------- | -------- | --------- | ------- | --------- |
| Slalom gigante  | Erla Ásgeirsdóttir          | 1'30"15  | 57        | 1'31"51  | 54        | 3'01"66 | 52        |
| Slalom gigante  | Helga María Vilhjálmsdóttir | 1'26"39  | 51        | 1'25"52  | 46        | 2'51"91 | 46        |
| Slalom speciale | Erla Ásgeirsdóttir          | 1'03"55  | 45        | 1'01"53  | 36        | 2'05"08 | 36        |
| Slalom speciale | Helga María Vilhjálmsdóttir | 1'02"69  | 43        | 1'00"53  | 34        | 2'03"22 | 34        |
| Supergigante    | Helga María Vilhjálmsdóttir | n/a      | n/a       | n/a      | n/a       | 1'33"42 | 29        |

## Sci di fondo

### Distanza
| Gara           | Atleta          | Finale  | Finale   | Finale    |
| Gara           | Atleta          | Tempo   | Distacco | Posizione |
| -------------- | --------------- | ------- | -------- | --------- |
| 15 km maschile | Sævar Birgisson | 45'44"2 | +7'14"5  | 74        |

### Sprint
| Gara            | Atleta          | Qualificazioni | Qualificazioni | Quarti di finale | Quarti di finale | Semifinale      | Semifinale      | Finale          | Finale          |
| Gara            | Atleta          | Tempo          | Posizione      | Tempo            | Posizione        | Tempo           | Posizione       | Tempo           | Posizione       |
| --------------- | --------------- | -------------- | -------------- | ---------------- | ---------------- | --------------- | --------------- | --------------- | --------------- |
| Sprint maschile | Sævar Birgisson | 3'59"50        | 72             | non qualificato  | non qualificato  | non qualificato | non qualificato | non qualificato | non qualificato |